# Мосигра
«Мосигра» — российская компания, одна из крупнейших в стране федеральных сетей магазинов настольных игр. Входит в издательский холдинг настольных игр Hobby World.

## История
Компания была основана в 2008 году выпускником Механико-математического факультета Московского государственного университета Дмитрием Кибкало и его другом Дмитрием Борисовым. После университета Кибкало долгое время работал по найму — в пресс-службе футбольного клуба «Спартак», агентства по связям с общественностью «ИМА-консалтинг»; последней наёмной должностью стало место исполнительного директора продюсерского центра «Колизей».
Бизнес вырос из идеи новогоднего подарка: напечатанной с авторскими иллюстрациями настольной игры «Шакал», придуманной студентами и преподавателями МГУ в 1970-х годах. Кибкало нанял иллюстратора, но производители отказались выпускать штучный тираж, и ему пришлось заказать 100 экземпляров игры, вложив около 500 тыс. руб. Кибкало не удалось договориться с детскими и книжными магазинами о реализации 80 неиспользованных копий. В ноябре 2008 года вместе с Борисовым он открыл интернет-магазин. В дополнение к «Шакалу» партнёры представили 20 популярных настольных игр и за два месяца вернули первоначальные вложения. На четвёртый месяц они расширили ассортимент до 100 наименований и открыли точку самовывоза возле станции метро «Белорусская».
В марте 2009 года Кибкало и Борисов вложили несколько сотен тысяч рублей личных средств в открытие первого магазина возле станции метро «Таганская». За ним последовали магазины в Санкт-Петербурге и Киеве. Вскоре Кибкало уволился из «Колизея» и сосредоточился на развитии «Мосигры». Летом 2010 года предприниматели под личные поручительства и залог товаров на складе получили кредиты «Абсолют банка» и «Юниаструма» и вложили их в новые магазины. Разработка собственных игр, локализация зарубежных и производство были вынесены в отдельную компанию «Магеллан», под той же маркой компания стала выводить свои разработки на рынок. К концу 2010 года у «Мосигры» было 16 магазинов, в том числе 10 открытых по франшизе, которая первоначально не предполагала выплаты роялти и паушальных взносов: условием были работа с единственным поставщиком и проведение игротек. К 2012 году число магазинов увеличилось до 70. В дальнейшем «Мосигра» пересмотрела условия работы с франчайзи и отказалась от региональной экспансии.
По оценке консалтинговой компании «Градиент Альфа», к концу 2013 года компания контролировала от 12 до 15 % рынка настольных игр в России. На март 2016 года в сеть входило 27 собственных магазинов и 41 принадлежащий франчайзи из России, с Украины, из Белоруссии и Казахстана, а оборот составил более 600 миллионов рублей.
По состоянию на май 2022 года в сеть входило 22 собственных магазинов и 35 принадлежащий франчайзи из России и Узбекистана.

## Модель бизнеса
В противовес логическим головоломкам и стратегическим играм (например, «Цивилизации Сида Мейера» и «Колонизаторам»), составлявшим основу ассортимента специализированных магазинов на момент открытия первой «Мосигры» на Таганской, компания сфокусировалась на казуальных играх для больших компаний. «Мосигра» сотрудничает с крупными дистрибьюторами зарубежных производителей и российскими издателями игр и выпускает собственные игры тиражами от 1 до 10 тысяч экземпляров. Собственные разработки (порядка 80 игр) распространяются через магазины сети, где составляют около 50 % оборота. Также в разное время продавались в магазинах Студии Лебедева, «Союз», «Евросеть», «Детский мир», «Республика» и Ozon.ru.
Самостоятельно разработанные «Шакал» и «Данетки» входят в число наиболее продаваемых игр и выпускаются тиражом около 50 тысяч экземпляров в год; еще 100 тысяч экземпляров в совокупности дают «Опята», «Ёрш», «Бум», «Крокодил». В число самых популярных также входят «Имаджинариум», «Элиас», «Свинтус», «Монополия», «Мафия», «Улей», «7 на 9», «Медвед», «Не раскачивай лодку», «Волшебник Изумрудного города» и «Хамелеон». Также «Мосигра» лицензирует свои игры «Нефариус» и «Данетки» для западного рынка. По данным компании, за год реализуется около миллиона коробок с играми, из них около половины в декабре-феврале.
«Мосигра» сотрудничает с авторами игр, приглашает разработчиков для организации презентаций и подписывает с победителями отбора контракты. В большинстве случаев авторы уступают компании права на игру и получают 10 % с оптовой цены тиража. Также компания распространяет популярные игры сторонних производителей. Например, компания Stupid Casual сбывает 70 % тиража «Имаджинариума» через «Мосигру».
Для корпоративных заказчиков компания выпускает ограниченные серии игр — оригинальные разработки или брендированные популярные игры. Для посвящённого государственным закупкам мероприятия Правительства Москвы «Мосигра» выпустила настольную игру «Школа будущего поставщика». Другая настольная игра компании стала частью рекламной кампании сериала «Закон каменных джунглей», выпущенного на канале ТНТ. Выпущенная совместно с каналом «Пятница!» игра «Любимая игра телеканала ПЯТНИЦА!» получила награду конкурса «МедиаБренд» как «Лучшая внеэфирная промокампания». Разработка игр для корпоративных клиентов, среди которых также есть «Мегафон» и Toyota, принесли «Мосигре» в 2015 году 130 миллионов рублей выручки.
Сотрудники магазинов выполняют роль актёров-аниматоров и играют в настольные игры друг с другом и посетителями. Покупки отслеживаются через дисконтную систему, которая используется для индивидуальных стимулирующих мероприятий. Основная аудитория компании — люди от 25 до 35 лет.

### Игротеки
Компания проводит временные игротеки на крупных мероприятиях и постоянные игротеки, расположенные в кафе, ресторанах и других пространствах во всех городах присутствия. Компания организовывала точки развлечений на музыкальных фестивалях «Нашествие» и «Усадьба Jazz», «Пикнике „Афиши“». В 2012 году «Мосигра» проводила специальную игротеку для людей с ограниченными физическими возможностями на дне отдыха «Вместе против инсульта».

## Собственники и руководство
Кибкало и Борисов контролируют по 43,9 % компании. В числе совладельцев генеральный директор компании Андрей Ситарский (1 %), Борис Солодухин (1,2 %) и Игорь Полещук (10 %).
В 2013 году журнал Forbes включил Кибкало в список 9 российских предпринимателей-миллионеров моложе 33 лет, построивших во второй половине 2000-х годов компании с капитализацией более 10 миллионов долларов. В 2013 году входившее в издательский дом Look At Media издание о бизнесе Hopes&Fears поставило Кибкало на 23 место в рейтинге российских предпринимателей, в 2014 году — на 21 место.
В 2015 году в издательстве «Манн, Иванов и Фербер» вышла книга «Бизнес как игра: Грабли российского бизнеса и неожиданные решения», написанная Сергеем Абдульмановым в соавторстве с Кибкало и Борисовым и обобщающая предпринимательский опыт авторов в советах по организации собственного дела. В 2016 году книга стала лауреатом премии PwC «Деловая книга года в России». Общероссийский канал «Страна» анонсировал Кибкало как одного из героев телепроекта «Интервью», посвящённого наиболее успешным российским предпринимателям, чиновникам и общественным деятелям. Выход передачи запланирован на 2016 год.
В апреле 2019 года издательство Hobby World приобрело 70 % «Мосигры». 30 % «Мосигры» остаются у ее гендиректора Дмитрия Борисова.